# مادر
مادَر، مام، نَنه یا مامان (به فرانسوی: maman)  با صدای مما خوانده می شود و یکی از نسبت‌های خانوادگی است و به والده طبیعی یا اجتماعی مؤنث و زنانه گفته می‌شود. به دلیل پیچیدگی و تفاوت‌های اجتماعی، فرهنگی، و مذهبی، تعاریف و نقش‌ها، تعریف کلی کلمه مادر متفاوت است.
واژه ننه که به عنوان برابر برای مادر به‌کار می‌رود و معانی دیگری نیز دارد، از ریشه هندواروپایی nan به معنی مادر، مادربزرگ و پرستار است.

## مادر طبیعی
در مورد پستانداران مانند انسان، معمولاً مادر بیولوژیکی تخمک بارور شده را باردار است که ابتدا رویان و سپس جنین نام دارد. این بارداری درون رحم مادر از هنگام لقاح تا هنگام زادن نوزاد طول می‌کشد. هنگامی که کودک زاده شد، بدن مادر برای تغذیه نوزاد، شیر تولید می‌کند. معمولاً این شیر مادر تنها غذای نوزاد برای ۶–۱۲ ماهه اول زندگی است.

## اجتماعی

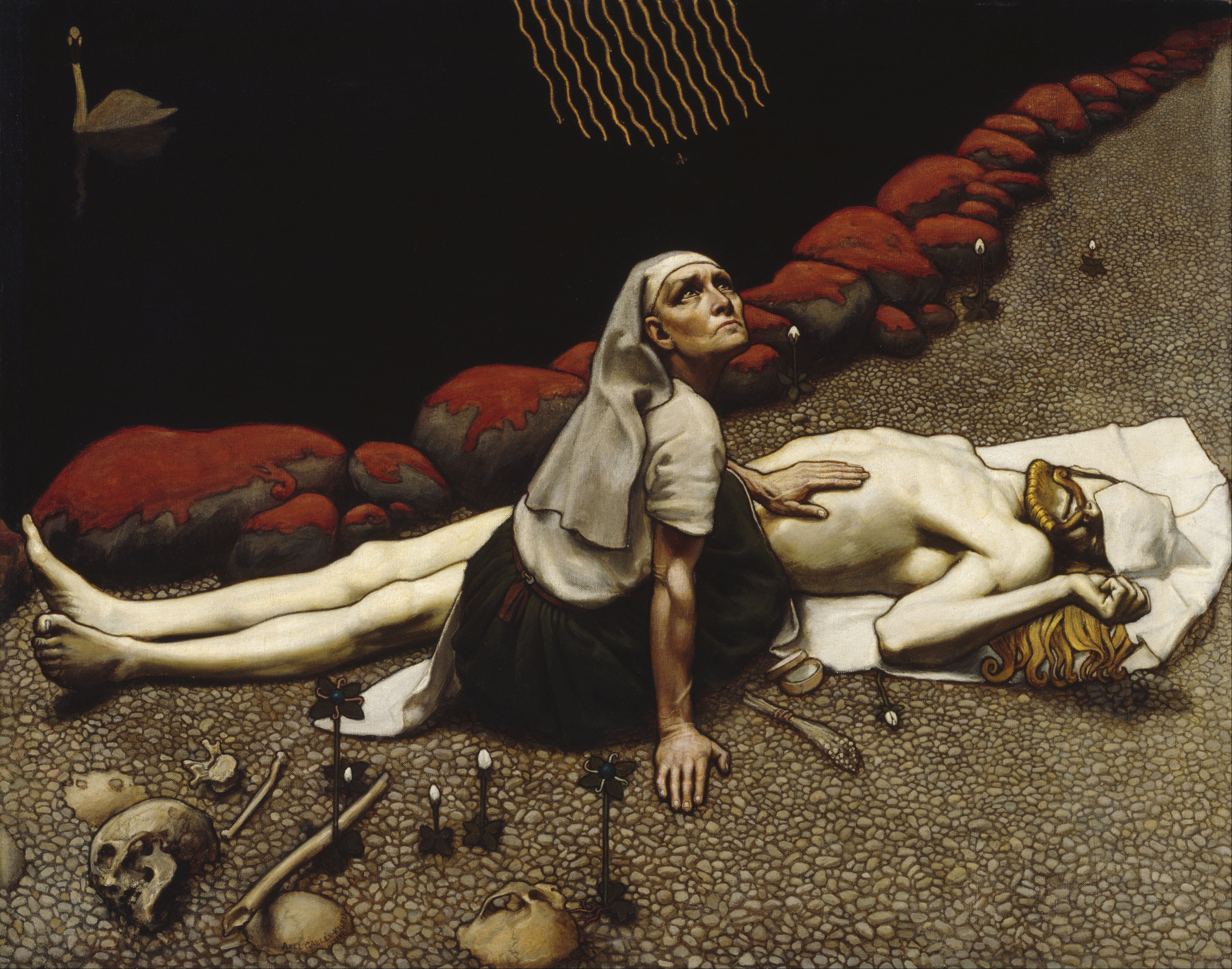
مادر لمینکاینن اثر آکسلی گالن-کاللا

در برخی فرهنگ‌ها عنوان مادر معمولاً به زنی به غیر از مادر طبیعی، که نقش اجتماعی مربوط را انجام دهد نیز گفته می‌شود. به ویژه در مورد مادرخوانده و زن‌پدر. در برخی دیگر از فرهنگ‌ها، مانند آمریکایی-آفریقایی، دیگرمادری غیربیولوژیکی وجود دارد. در خانواده پونالوائی در ایروکوئی‌ها، سرخ‌پوستان آمریکا و قبایل هند کهن، یک زن مادر فرزندان خواهرش و خواهران جانبی‌اش (عمه/عمو/خاله/دایی زاده‌های درجه اول و دوم یا دورتر) نیز هست. همچنین با پیشرفت فناوری تولیدمثل، مادر ژنتیکی (کسی که تخمک از آن اوست) می‌تواند با مادر باردار (که جنین در رحم اوست) تفاوت داشته باشد.
در فرهنگ ایرانی، مادر یکی از ارکان اصلی خانواده است. او محور محبت و عاطفه در خانواده محسوب می‌شود و تربیت فرزندان یکی از وظایف اصلی مادر است.
ایرانیان احترام زیادی برای مادران خود قائل هستند. در آثار اندیشمندان ایرانی از جمله فردوسی، جایگاه مادر به خوبی روشن شده است. شاعران ایرانی بسیاری درباره مادر شعر سروده‌اند و زحمات او را می‌ستایند. مانند شعری از ایرج میرزا که  در وصف مادر سروده است که با این بیت آغاز می‌شود:
داد معشوقه به عاشق پیغام / که کند مادر تو با من جنگ
انسان‌ها به مادر خود محبت بسیاری دارند و در هر شرایطی مهربانی های مادران خود را از یاد نمی‌برند.

## نگارخانه

خانواده